# Místico (luchador)
Ignacio Uribe Alvirde (Cuauhtémoc, Ciudad de México; 22 de diciembre de 1982) es un luchador profesional mexicano conocido por su trabajo en México en el Consejo Mundial de Lucha Libre (CMLL), donde alcanzó el estatus de estrella nacional con el nombre de "Místico" desde 2004 a 2010. Entre el 2011 y principios del 2014 trabajó en la WWE bajo el nombre de "Sin Cara blue/azul". Luchó en Triple A (AAA) hasta el 12 de octubre de 2015 con el nombre de "Myzteziz". Desde el 25 de octubre de 2015 hasta el 25 de agosto de 2021 luchó bajo el nombre de "Carístico". El 25 de agosto de 2021 el CMLL realizó un informativo donde se anunció que retomaba el personaje de Místico. Desde el 27 de agosto de 2021 lucha bajo el nombre de Místico con el Consejo Mundial de Lucha Libre (CMLL). Uribe proviene de una familia con varios luchadores entre sus miembros, entre los que se cuentan su padre, Dr. Karonte, y sus hermanos, Argos y Argenis. Uribe, como Místico destacó en el torneo la gran alternativa con El Hijo del Santo, ganó un duelo de máscara contra máscara a Black Warrior y una cabellera al Negro Casas. Además, es considerado campeón mundial al ganar CMLL Universal Championship que es considerado el máximo cetro de esta empresa, fue campeón en su primera edición de la Copa Mundial de Lucha Libre en 2015, junto a Rey Mysterio y El Patrón Alberto.

## Carrera

### Circuitos independientes (1998-2004)
Uribe, hijo de Dr. Karonte (III) y alumno así como de Tony Salazar y en su momento de El Satánico, es hermano de los luchadores Argenis y Argos, y primo de Magnus. Debutó el 30 de abril de 1998 en el Deportivo Kid Azteca en la Ciudad de México bajo el nombre de Dr. Karonte, Jr. En el 2003 viajó a Japón junto a Volador, Jr. para participar en la empresa Michinoku Pro Wrestling, utilizando el nombre de Komachi, como sustituto de Volador.
Entre otros

### Consejo Mundial de Lucha Libre (2004-2011)
El 18 de junio de 2004, debutó en la Arena México, donde pasó el resto de los meses haciendo equipo junto a Volador, Jr. y Misterioso II en las segundas y terceras luchas en la cartelera. Participó en el torneo La Leyenda de Plata en su sexta edición anual, pero no lo ganó. Sin embargo, ganó el torneo de parejas Gran Alternativa con Hijo del Santo.
Pronto los programadores comenzaron a presentarlo junto a otros técnicos tales como Negro Casas y Shocker contra grandes rudos como Los Guerreros del Infierno y La Furia del Norte. Su estatura lo hizo un favorito pero sus movimientos en el aire lo hicieron popular en México.
En 2005, continuó luchando en contra de Los Guerreros, ganando importantes luchas mano a mano contra Rey Bucanero, Tarzan Boy y Mephisto en la segunda sede de la CMLL, la Arena Coliseo. Ganó su primer título al derrotar a Averno, miembro de los Guerreros del infierno, por el campeonato de peso medio de la NWA el 11 de febrero. La pelea fue bien recibida por el público y los aficionados cerca del ring arrojaron dinero como señal de agradecimiento. Dos semanas más tarde, participó en su primer evento estelar de mano a mano cuando se enfrenta al líder de los Guerreros, El Último Guerrero, en la Arena México. Ganó la pelea en dos caídas después de que el Guerrero fue descalificado en la primera caída y fue vencido en la segunda con un pequeño paquete. La lucha condujo a un programa con el recientemente convertido Doctor Wagner Jr haciendo equipo con Místico contra Último Guerrero y Rey Bucanero. Una vez terminado el programa, Místico se involucró en una rivalidad con Perro Aguayo Jr. y sus Perros del Mal. Después de derrotar a Aguayo en un mano a mano, los dos intercambiaron los retos de máscara contra cabellera, agregando a Místico a la ya prevista lucha de jaula, (donde el último hombre en la jaula pierde su cabellera o su máscara). Místico unido a Negro Casas, Heavy Metal, Universo 2000 y Máscara Mágica contra los aliados de Aguayo Damián 666, Halloween y Héctor Garza, pero ni Místico ni Aguayo estuvieron involucrados al final de la lucha, donde Damián venció a Máscara Mágica.

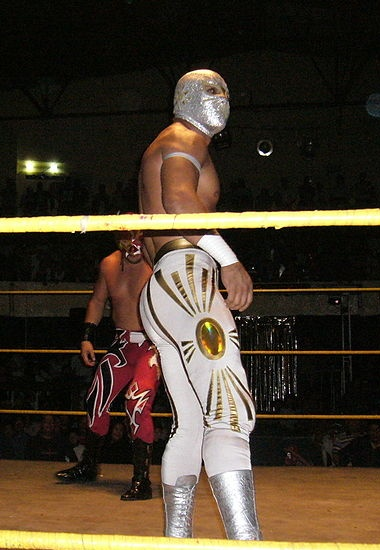
Místico en 2006

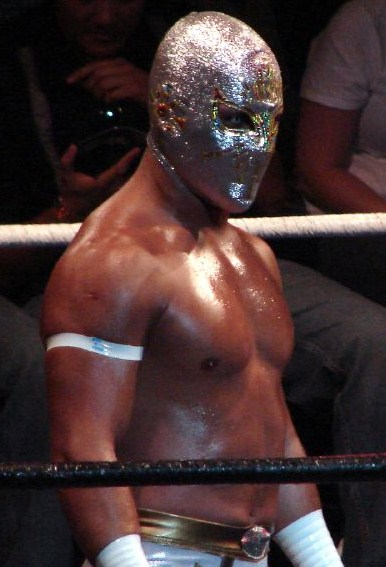
Místico en 2006

En septiembre, se reavivó la rivalidad que tenía con Último Guerrero con otra lucha de mano a mano, pero en la tercera caída, fue atacado por Atlantis, quien en ese momento se pasaba al bando de los rudos. Místico peleó poco al lado de Atlantis, pero después lo venció en un mano a mano en octubre, Atlantis se centró más en su exsocio Blue Panther. En 2006, Místico fue la estrella más grande en México. El mejor luchador que durante dieciocho eventos en el año atrajo a más de diez mil personas. En la primera parte del año, se asoció con Black Warrior en dos infructuosos desafíos por el campeonato mundial de parejas. En la segunda, Black Warrior se volvió sobre Místico e iniciaron una enconada rivalidad. Mientras Black Warrior luchaba en Japón, Místico y Negro Casas derrotaron a Averno y Mephisto por el título de parejas del CMLL el 14 de abril. Cuando regresó Warrior, la rivalidad cobró un nuevo impulso y Black Warrior dio a Místico su primera gran derrota en mano a mano arrebantándole su Campeonato de peso medio de la NWA el 12 de mayo en un espectáculo de la Arena México. El 29 de septiembre, Místico derrotó a Black Warrior en una lucha máscara vs. máscara, en el evento estelar del aniversario 73 del CMLL, ganando su primera gran máscara.
El 10 de abril de 2007, Místico derrotó a Mephisto ganando el Campeonato Mundial Peso Wélter del CMLL.
El 26 de junio de 2009, en un evento llamado "Homenaje a Bobby Bonales", realizado en la Arena México místico participó y derrotó (junto a La Sombra y Volador Jr.) a Mr. Niebla, Negro Casas y Felino.
El 15 de agosto de 2009, Místico venció a Tiger Mask IV en Japón para convertirse en el Campeón Junior de la IWGP, el cual lo retuvo ante Jushin Thunder Liger el 4 de octubre de 2009, pero lo perdió el 7 de noviembre ante Tiger Mask.
El 18 de septiembre del 2009, en el 76 Aniversario del CMLL, Místico apostaba su máscara en contra del Negro Casas, ganando Místico con un Swanton Bomb a los 25 minutos. Al finalizar la lucha, Místico reconoce la calidad del Negro y reta al Felino por las máscaras, ambos se hacen de golpes.
El 22 de enero del 2010, en el torneo de Parejas Increíbles, Místico & Averno derrotaron a Volador, Jr. & El Terrible después de que Místico rasgara la máscara a Volador, él se cambia al bando rudo retando al Volador Jr. en una lucha de Máscara vs. Máscara.
Después, en el Homenaje a dos leyendas (evento en que apostaba su máscara con otros luchadores en que el felino perdió su máscara), Místico y felino tendrían una rivalidad en que decidió volver a ser técnico, ya que en una función se enfrentaron en un mano a mano.
El 12 de julio de 2010, Místico gana la máscara del Oriental en el torneo de parejas increíbles, que celebraba el primer aniversario de Promociones Gutiérrez.
El 3 de septiembre del 2010, Místico participó en el 77 aniversario del CMLL; apostando su máscara en una Jaula, junto con otros 13 luchadores (La sombra, Averno, Mephisto, Ephesto, Volador Jr., Lyger, Atlantis, Mr. Niebla, Último Guerrero, Psicosis, Alebrije, Histeria y Olímpico). A los 18 minutos de haber empezado dicha función, Místico sale de la Jaula.

### World Wrestling Entertainment / WWE (2011-2014)

#### 2011

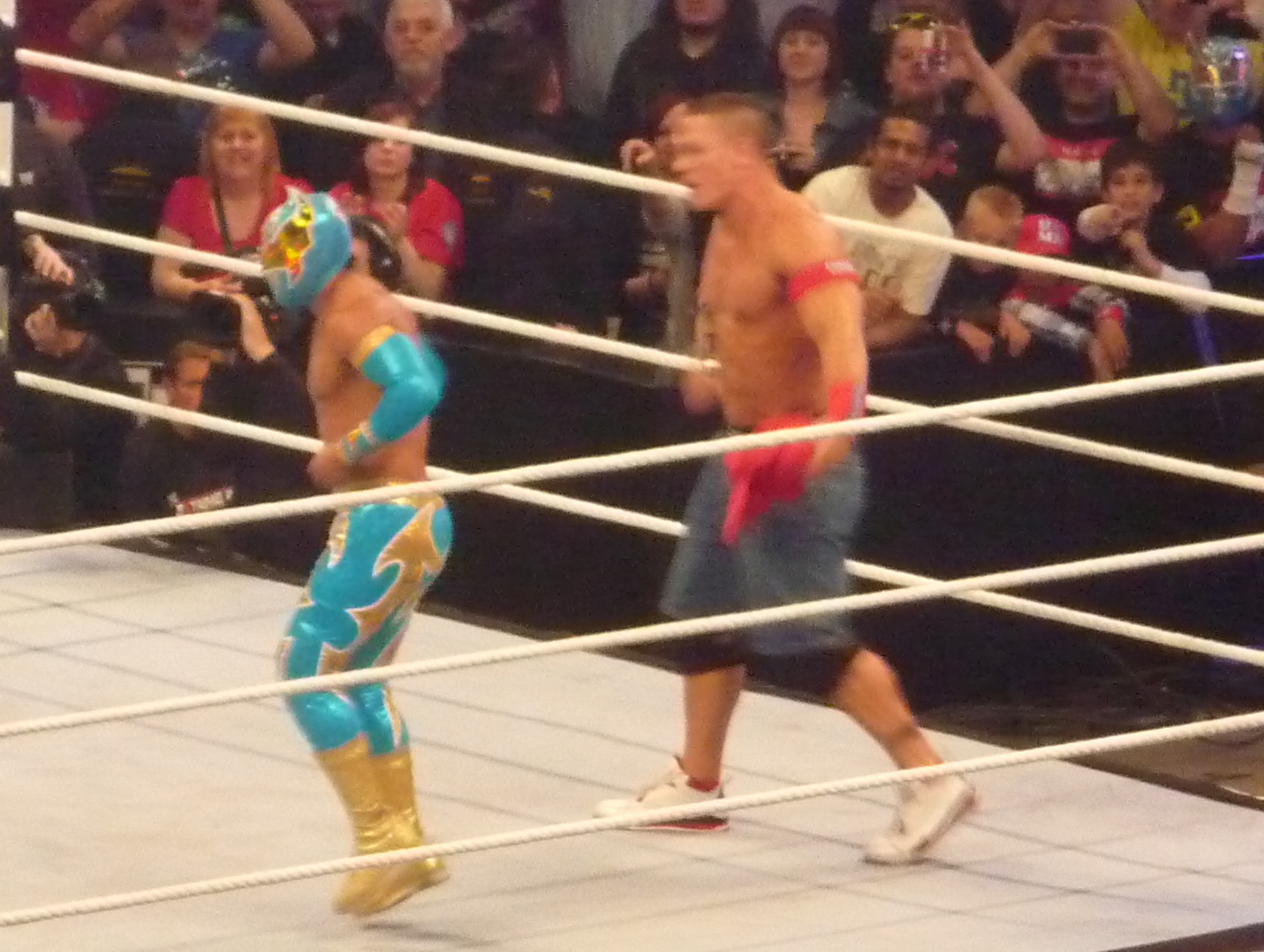
Su carácter de estrella internacional hizo que Sin Cara recibiera un fuerte push, trabajando junto a los luchadores más importantes de la empresa, como John Cena.

El 30 de enero de 2011, se dio a conocer que Místico había firmado un contrato con la World Wrestling Entertainment (WWE). El hecho fue confirmado el 24 de febrero, en dos conferencias de prensa en la Ciudad de México una ofrecida por el Consejo Mundial de Lucha Libre (CMLL) y otra por la World Wrestling Entertainment: (WWE) La primera, para anunciar su salida de la compañía; la segunda para presentarlo como la nueva adquisición de la empresa con el nombre de Sin Cara. Las siguientes semanas, se empezaron a mostrar vídeos suyos en la programación de la WWE. Además, hizo su debut luchístico en la empresa en un house show de RAW, derrotando a Primo el 25 de marzo del 2011. El 28 de marzo, la WWE anunció que Sin Cara aparecería oficialmente en televisión el lunes 4 de abril, la edición de RAW posterior al evento WrestleMania XXVII. Esa noche, Sin Cara apareció atacando a Sheamus, el Campeón de los Estados Unidos. También apareció en SmackDown el 5 de abril (emitido el 8 de abril) durante una promo de Jack Swagger y Michael Cole para atacar a Swagger. El 11 de abril debutó oficialmente derrotando a Primo y teniendo su primera victoria en WWE. La semana siguiente en Londres Sin Cara hizo su primer Tag Team match en la WWE junto a John Cena para derrotar al Campeón de la WWE The Miz & Alex Riley. El 25 de abril, debido al Draft fue trasladado de Raw a SmackDown. En Extreme Rules venció en un Dark Match a Tyson Kidd.
El 6 de mayo en SmackDown, Chavo Guerrero el cual se sentó en la mesa de comentaristas en una lucha entre Tyson Kidd y Sin Cara, lucha que Sin Cara ganó. Tras el combate, Chavo y Sin Cara se estrecharon la mano, haciendo alusión a una amistad en futuro entre ellos. El 10 de mayo (emitido el 13 de mayo) en SmackDown, Chavo Guerrero interfirió en la lucha de Sin Cara y Daniel Bryan, ayudando a Sin Cara a ganar, el cual al enterarse, se molestó con Chavo iniciando un feudo entre ellos. El 22 de mayo en Over the Limit, Sin Cara derrotó a Chavo. En la siguiente SmackDown volvió a derrotar a Chavo terminando ambos el feudo. Después empezó un feudo con Cody Rhodes y Ted DiBiase luego que Sin Cara salvara a Daniel Bryan de un ataque de Rhodes y DiBiase, empezando un feudo entre ellos enfrentándose ambos equipos en luchas individuales. En el RAW WWE All Stars luchó junto a Bryan y Ezekiel Jackson contra Rhodes, DiBiase y Wade Barrett ganando su equipo. En el SmackDown! siguiente ganaron en la revancha.
En la edición de SmackDown 28 de junio (emitida el 1 de julio) perdió su invicto tras ser derrotado por Christian después de la "Spear", después de un invicto de 10 combates ganados. En Money in the Bank, participó en el SmackDown Money in the Bank Ladder match presentando un atuendo plateado-dorado, lucha que ganó Daniel Bryan. Durante el combate, fue sacado en camilla porque Sheamus le aplicó una "Powerbomb" contra una escalera.
Ese mismo día, fue suspendido 30 días por fallar a las políticas de la WWE. Regresó en el Smackdown del 13 de septiembre (transmitido el 16), salvando a Daniel Bryan del ataque del Sin Cara heel. Durante las semanas siguientes siguieron encarándose interferiendo el Sin Cara heel haciendo conocer como Sin Cara Negro en todas sus luchas provocando que iniciaran un feudo. Debido a aquello se pactó una lucha entre ambos Sin Cara en Hell in a Cell en la cual salió ganador.
Sin embargo, la rivalidad de ambos continuó en la siguiente edición de SmackDown donde Sin Cara Negro atacó a Sin Cara Azul, le quitó la máscara y se la puso, luego derrotó a Justin Gabriel en una lucha. El 21 de octubre, en SmackDown en México, D. F. en una lucha de Máscara contra Máscara donde Sin Cara Azul derrotó a Sin Cara Negro, obligando a que se quitara la máscara.
Después de este combate, en la siguiente edición de SmackDown Sin Cara peleó con un luchador debutante, Épico, en el cual interrumpió Hunico (Sin Cara Negro), siendo atacado por ambos. En Survivor Series, el Team Barrett (Wade Barrett, Cody Rhodes, Hunico, Jack Swagger & Dolph Ziggler) derrotó al Team Orton (Randy Orton, Kofi Kingston, Sin Cara, Sheamus & Mason Ryan). Durante el combate, Sin Cara sufrió una ruptura del tendón de la rótula, siendo sacado de la lucha y necesitando una operación que le dejó inactivo el resto del año.

#### 2012-2014
Después de seis meses de recuperación, Uribe hizo su regreso a la WWE el 20 de mayo en un House Show en Florence, Carolina del Sur, con una nueva vestimenta roja venciendo a Hunico reactivando su rivalidad con él. En la siguiente edición de RAW volvió a derrotarle, por lo que ambos se enfrentaron en No Way Out, donde le derrotó por tercera vez. En Money in the Bank participó en el Money in the Bank Ladder Match buscando una oportunidad por el Campeonato Mundial de Peso Pesado, pero no logró ganar.
En agosto, empezó un feudo con Cody Rhodes, quien decía que llevaba una máscara porque era feo. Durante varias semanas tuvieron varios enfrentamientos, en los cuales Rhodes siempre intentó quitarle la máscara. También salvó a Rey Mysterio de Rhodes, quien intentó quitarle la máscara después de un combate que tuvieron. Después de derrotar al Campeón Intercontinental The Miz el 14 de septiembre en SmackDown, se le otorgó una lucha titular en Night of Champions contra Miz, Mysterio y Rhodes, en la cual Miz retuvo el título. Al siguiente día en RAW, él y Rey Mysterio derrotaron a Épico & Primo, siendo atacados por Prime Time Players (Darren Young & Titus O'Neil) luego del combate. Durante las siguientes semanas, continuó haciendo equipo con Rey Mysterio, por lo que ambos comenzaron a competir en un torneo en equipos para determinar a los retadores a los Títulos. El 1 de octubre en RAW, Sin Cara & Rey Mysterio vencieron a Épico & Primo en la primera ronda, y una semana después derrotaron a Prime Time Players avanzando a la final del torneo. Sin embargo, fueron derrotados en la final por Rhodes Scholars (Cody Rhodes & Damien Sandow). En el evento Hell in a Cell, Sin Cara y Rey Mysterio derrotaron a Prime Time Players. En Survivor Series formó equipo con Rey Mysterio, Brodus Clay, Justin Gabriel y Tyson Kidd derrotando a Tensai, Titus O´Neil, Darren Young y Primo & Epico, logrando ser uno de los sobrevivientes. Al mes siguiente, en TLC: Tables, Ladders & Chairs, se enfrentaron a Team Rhodes Scholars en un Tables match por una oportunidad por el Campeonato en Parejas, siendo derrotados.
El 27 de enero de 2013, regresó en Royal Rumble como el número 29 siendo eliminado por Ryback. Sin embargo, volvió a estar inactivo durante meses debido a una conmoción. Hizo su regreso el 15 de mayo en Main Event, derrotando al Campeón Intercontinental Wade Barrett. El 19 de agosto, en RAW, Uribe se dislocó un dedo durante un combate contra Alberto del Río, teniendo que parar el combate, hecho que molestó a la WWE. Durante este año también tuvo peleas contra luchadores como Antonio Cesaro , Curtis Axel , Michael Mcgillicutty , Damien Sandow , The Prime Time Players , Ryback , Drew Galloway , entre otros. Su último combate en la WWE fue el 19 de octubre contra Alberto del Río en un house show en Monterrey, México. El 2 de diciembre, Jorge Arias, luchador que interpretó a Sin Cara Negro, luchó con el personaje de Sin Cara, siendo Uribe reemplazado. En enero de 2014, Uribe anunció que regresaría a luchar a México, significando el fin de su etapa en la WWE. Uribe lo confirmó el 23 de enero, anunciando que lucharía con el personaje de Sin Cara. El 27 de marzo, WWE anunció oficialmente su despido.

### World Wrestling League (2014)
El 31 de enero, Uribe fue anunciado como el nuevo miembro de la empresa World Wrestling League (WWL), manteniendo el personaje de Sin Cara. Su primer combate fue en un evento independiente producido por él el 1 de febrero, donde luchó con empleados de la AAA y el CMLL. Hizo equipo con su hermano Argenis y La Sombra para derrotar a su otro hermano Argos, Black Warrior y El Oriental. El 1 de marzo, derrotó a Black Warrior para ganar el vacante Campeonato Intercontinental Peso Medio de la BSW.

### Asistencia Asesoría y Administración (2014-2015)
El 19 de febrero de 2014, el Wrestling Observer Newsletter informó de que Uribe había firmado con la AAA y haría su debut dos días después. Ese día, al final del evento de la AAA, el stable rudo principal de la empresa, "La Sociedad", atacó al mayor técnico de la promoción con la ayuda del debutante Black Warrior (antiguo rival de Uribe en CMLL). Ante esto, la presidenta de la AAA Marisela Peña Roldán reveló a su luchador sorpresa, Uribe, quien apareció en la rampa de entrada, casi a oscuras. Más adelante se supo que Uribe tenía una cláusula de no competición con la WWE hasta mayo, por lo que tampoco podía verse su máscara. El 17 de mayo, hizo otra aparición, siendo referido como el "luchador misterioso", atacando a "La Sociedad" y centrándose en su antiguo rival Averno, quien hizo su debut en la AAA. El 28 de mayo, la AAA reveló material promocional de Uribe, sugiriendo que volvería con el nombre de Místico, pero el 5 de junio, la empresa reveló que su nuevo nombre sería Myzteziz, nombre exclusivo de la promoción.
El debut del nuevo personaje Myzteziz se dio en el Coliseo La Concordia en la ciudad de Orizaba Veracruz en un Verano de Escándalo del 2014 donde hizo equipo con La Parka y el Cibernetico para enfrentarse al Hijo del Perro Aguayo, Averno y Chessman. El combate fue unos de los mejores de la noche, teniendo varios momentos buenos donde podíamos ver una ver más esa rivalidad entre Místico y El Hijo del Perro Aguayo donde en varios momentos se pudo escuchar una vez más los clásicos gritos de "Místico" del público en señal de apoyo. El combate finalizó con La mística aplicada sobre Chessman dándole así el triunfo al nuevo personaje Myzteziz, La Parka y el Cibernetico. 
En Triplemanía 22 peleó contra el Hijo del Perro Aguayo, Dr Wagner, Cibernético, siendo vencido por un foul del primero. En Héroes Inmortales VII gana la Copa Antonio Peña ante Pentagón Jr., Blue Demon Jr., Villano IV, El Zorro (luchador), "Fénix", "Australian Suicide" y La Parka.
Para el evento Guerra de Titanes, disputó el "Campeonato en Parejas AAA", junto con Fénix, sus rivales fueron Jack Evans & Angélico, Joe Líder & Pentagón Jr. resultando ganadores los últimos.
El 24 de mayo de 2015 ganó la Lucha Libre World Cup representando a México, formando parte del "Dream Team" con Alberto "El Patrón" y Rey Mysterio jr, venciendo a representantes de la empresa Pro Wrestling NOAH de Japón en cuartos de final, en semifinal a Ring of Honor/Lucha Underground de Estados Unidos, y en la final a Total Nonstop Action Wrestling/Lucha Underground también de Estados Unidos.
En Triplemanía XXIII luchó en un mano a mano contra Rey Mysterio Jr. donde fue derrotado, al finalizar el encuentro Myzteziz se cambió al bando rudo.

### Lucha Libre ÉLITE (2015-2016)
Uribe apareció el 9 de octubre de 2015 a la Arena México y anunció su regreso a CMLL por parte de la Liga Élite, después de terminar sus compromisos con AAA; el público lo recibió de manera muy positiva. El 12 de octubre de ese año, AAA anunció en una conferencia de prensa que Uribe ya no era parte de la empresa. Entró con el nombre e imagen señuelo de Mistic 2.0, el cual jamás se usó, solo fue para evitar problemas de derechos de autor, en lo que registraba su nombre definitivo. Ese nombre fue el de Carístico, una mezcla de sus anteriores personajes "Sin Cara" y "Místico". Últimamente ha hecho equipo con el nuevo Místico, al cual salvó cuando este se encontraba en aprietos con los hell brothers el 6 de diciembre de 2015, estrechó su mano para formar un nuevo equipo; con Máscara Dorada y Ángel de Oro; y ha tenido una fuerte rivalidad contra los nuevos Hell Brothers (Cibernético, Mephisto y Sharlie Rockstar), y con los ingobernables, sobre todo con el luchador "La Máscara". El 21 de mayo de 2016, Carístico se volvió el campeón inaugural de Peso Medio de la Lucha Libre Elite, derrotando a Mephisto. A finales del 2016, Caristico fue el campeón de la Liga Elite, derrotando a Rey Escorpión.
El 25 de diciembre de 2016 agregó una Máscara más a su trayectoria, en una lucha bajo la Promotora El Cholo en la zona norte del país, al derrotar a histeria.

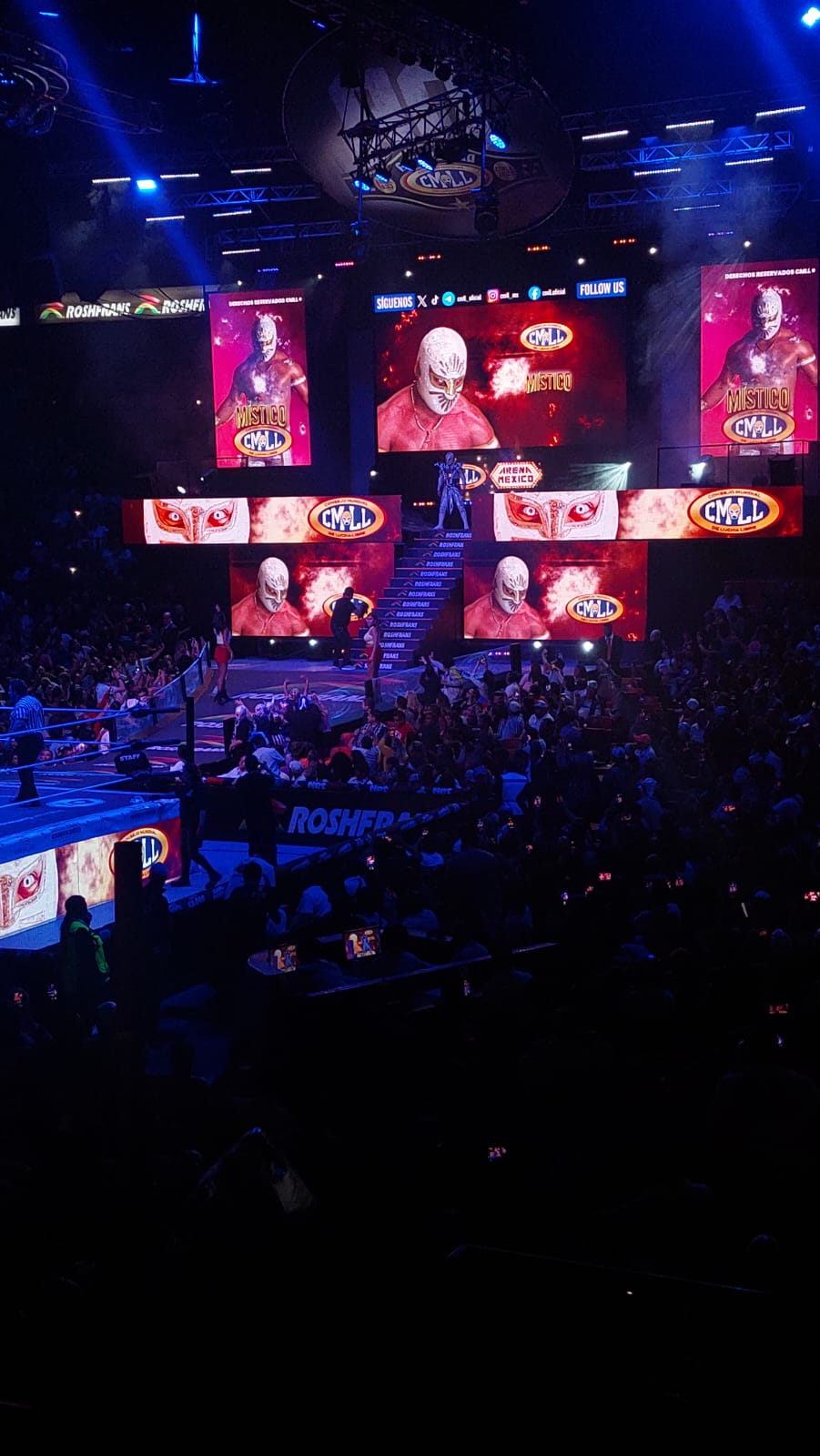
Místico en una de sus entradas en la Arena México

### Regreso al CMLL (2017-)
En su regreso al CMLL junto a Soberano Jr. derrotaron a Último Guerrero y Sansón en la Arena México el 16 de junio ganando el torneo la "Gran Alternativa" 2017 después en la Arena Naucalpan el 23 de julio en el evento Prisión Fatal de IWRG derrotó a Black Warrior y le quitó la cabellera en una jaula también estuvieron involucrados Mr. Electro y Trauma I luego el 13 de octubre en el torneo leyenda de plata 2017 se quedó vs Volador Jr. y el duelo se dio el 20 de octubre donde fue derrotado por Volador Jr. ganando este último la Leyenda de Plata 2017. El 25 de agosto de 2021 abandona el nombre de Carístico para volver a portar el nombre de Místico.

### AEW (2023-)
El 20 de octubre de 2023, Místico debutó en All Elite Wrestling (AEW) en AEW Rampage contra Rocky Romero, donde obtuvo la victoria.[151]
En enero de 2024, se anunció que las estrellas de CMLL, Místico, Hechicero, Máscara Dorada y Volador Jr., representarían a su promotora local en la promotora estadounidense AEW, lo que marcó el regreso de Místico a la compañía.
Los cuatro hombres aparecieron en la edición del 31 de enero de AEW Dynamite, en ringside durante la lucha individual de Jon Moxley contra Jeff Hardy. Tras ser provocados por Moxley durante la lucha, los cuatro hombres lo atacaron tras su victoria, antes de ser perseguidos por miembros del elenco de AEW. Los cuatro hombres hicieron su debut en el ring de AEW como equipo, durante la edición del 2 de febrero de AEW Rampage, derrotando a Christopher Daniels, Matt Sydal, Angelo Parker y Matt Menard, en una lucha en equipos de 8 hombres.

### Major League Wrestling (2024-presente)
El 2 de febrero de 2024, Místico debutó en la Major League Wrestling (MLW) en SuperFight, derrotando a Averno. En Intimidation Games, derrotó a Rocky Romero para ganar el Campeonato Mundial de Peso Medio de MLW. El 5 de abril de 2025, Místico dejó vacante el título para ascender a la división de peso pesado, terminando su reinado a los 401 días.

## En otros medios
Con el personaje de Místico (Primer etapa) ha participado en varios medios de comunicación entre ellos:
- Video musical "Me muero" de La Quinta Estación en el 2006.
- Comerciales de la extinta muebleria Viana junto con la banda Inspector en el 2006.
- En el programa "La Hora de la papa" de Televisa en 2007.
- En el programa "Otro Rollo" Con Adal Ramones.
- Sketch en el programa "La Hora Pico".
- Video musical "Maldita Suerte" & "Nuevo Amor" de Pequeños Musical. en 2007 y 2008 respectivamente.
- Sketch en el programa "Objetos Perdidos" de Televisa en 2007.
- En 2008 durante los Juegos Olímpicos de Pekín, apareció en programas especiales de Televisa Deportes.
- Apareció en un anuncio apoyando una campaña del PAN.
- En la serie Los simuladores (Versión Mexicana), en el capítulo "Cita a Ciegas" de la segunda temporada, en 2008.
- Programas especiales como "Verdad & Fama" de MVS.
- Historias Engarzadas de TV Azteca.
- En la telenovela Muchachitas como tú en 2008.
- Spot de televisión para fomentar la lectura por parte del "Consejo De La Comunicación" en 2010.
- En el programa "Platanito Show" de Telehit en 2011, el programa fue transmitido cuando el ya había sido presentado en WWE.

Sin Cara de WWE en:
- Cash Time de EuroSport (2011)
- Programa Tercera Caída de PCTV en 2012.
- WWE'12
- Sabadazo del Canal de las Estrellas(Televisa).
- Venga La Alegría de Azteca 13.
- Hechos AM de Azteca 13.
- Primero Noticias con Carlos Loret de Mola del Canal de las Estrellas(Televisa).
- WWE'13
- Promocionales de Azteca 7 en 2014, donde aparecen diversos programas que emite el canal, entre ellos Smackdown, pero utilizaron un fragmento cuando el iniciaba en WWE.
- WWE 2K 14
- Invitado en El Hormiguero MX de TV Azteca (aquí lo presentaron como Sin Cara y no como "Myzteziz") en 2015.

Como Myzteziz de AAA en:
- Versus de Foro TV (Televisa) en 2014.
- Turnocturno de canal 5 (Televisa) en 2014.
- El Último Pitazo de MVS en 2015.
- Score Final de MVS (2015)
- Entrevista en Ventaneando (2015)
- Entrevistas para +LuchaTV, Yatta Pro, Vamos Deportes, etc., medios exclusivos de Youtube.
- Diablito Show de Canal 5 (Televisa) en 2015.
- Si se puede de  Azteca Uno
- teca
- Como Caristico:
- Capítulo 5 de MasterChef 2017.
- Al Filo con Ana María lomeli. 2017
- Record Plus 2018
- Sacalo del Ring 2019
- Adrenlina de Imagen tv
- Fuera del Ring (Heraldo de México)
- El Rincón de TUDN 2021
- Al Volante con el Escorpión Dorado (Youtube) en 2021.
- Místico (Segunda Etapa)
- Místico (Segunda etapa):
- Yordi en Exa en 2022.
- Entrevista con Erick "el terrible" Morales en Un Round Más (Youtube) 2021.
- La Mejor TV con Rafael Balderrama 2023.
- Entrevista con Cristina Pacheco (2023)

## Campeonatos y logros
- Asistencia, Asesoría y Administración
  - Copa Antonio Peña (2014)
  - Lucha Libre World Cup - con Rey Mysterio Jr y El Patrón Alberto
- Baja Star's Wrestling Uae
  - BSW Intercontinental Middleweight Championship (1 vez, actual)[51]
- Comisión de Box y Lucha Libre de México, D.F.
  - Campeonato Nacional de Peso Semicompleto (1 vez)[68]
- Consejo Mundial de Lucha Libre
  - Campeonato Mundial en Parejas del CMLL (5 veces) - con Negro Casas (2), Héctor Garza (2)[69] y Místico (1)
  - Campeonato Mundial de Tríos del CMLL (1 vez, actual) - con Neón y Máscara Dorada
  - Campeonato Mundial Histórico de Peso Medio de la NWA (1 vez)
  - Campeonato Mundial de Peso Wélter del CMLL (1 vez)[70]
  - Campeonato Mundial de Peso Medio de la NWA (2 veces)[71]
  - Torneo Gran Alternativa (2004) – con El Hijo del Santo[72]
  - Torneo Gran Alternativa (2007) – con La Sombra[73]
  - Torneo Gran Alternativa (2017) – con Soberano Jr.
  - Torneo Gran Alternativa (2024) - con Brillante Jr.
  - Torneo Nacional de Parejas Increíbles (2020) – con Forastero[74]
  - La Leyenda de Plata (2006)[75]
  - La Leyenda de Plata (2007)[76]
  - La Leyenda de Plata (2008)[77]
  - La Leyenda Azul (2024)
  - CMLL Universal Championship (2022)
  - CMLL Grand Prix (2023)
  - Reyes del Aire (2024)
- Festival Mundial de Lucha Libre
  - Campeonato Mundial de Peso Completo de la FMLL (1 vez)[78]
- International Wrestling Revolution Group
  - Campeonato Intercontinental de Peso Súper Wélter de la IWRG (1 vez)[79]
- Major League Wrestling
  - MLW World Middleweight Championship (1 vez)
  - Opera Cup (2024)
- Michinoku Pro Wrestling
  - Michinoku Trios League (2003) - con HAYATE & Yamabiko
  - Fukumen World League (2015)
- New Japan Pro Wrestling
  - IWGP Junior Heavyweight Championship (1 vez)[80]
- Toryumon
  - Sofia Cup (2005)
- World Wrestling Association
  - Campeonato Mundial de Peso Medio de la WWA (1 vez)[81]
- World Wrestling Entertainment/WWE
  - Slammy Award (1 vez)
    - Double Vision Moment of the Year (2011) – con Sin Cara Negro[82]

- Pro Wrestling Illustrated
  - Clasificado en el puesto n.º 18 en los PWI 500 de 2005[83]
  - Clasificado en el puesto n.º 5 en los PWI 500 de 2006[84]
  - Clasificado en el puesto n.º 6 en los PWI 500 de 2007[85]
  - Clasificado en el puesto n.º 17 en los PWI 500 de 2008[86]
  - Clasificado en el puesto n.º 36 en los PWI 500 de 2009[87]
  - Clasificado en el puesto n.º 42 en los PWI 500 de 2010[88]
  - Clasificado en el puesto n.º 43 en los PWI 500 de 2011[89]
  - Clasificado en el puesto n.º 101 en los PWI 500 de 2012[90]
  - Clasificado en el puesto n.º 75 en los PWI 500 de 2013[91]
  - Clasificado en el puesto n.º 101 en los PWI 500 de 2014[92]
  - Clasificado en el puesto n.º 212 en los PWI 500 de 2015[93]
  - Clasificado en el puesto n.º 236 en los PWI 500 de 2016[94]
  - Clasificado en el puesto n.º 202 en los PWI 500 de 2018[95]
  - Clasificado en el puesto n.º 319 en los PWI 500 de 2019[96]
  - Clasificado en el puesto n.º 253 en los PWI 500 de 2020[97]
  - Clasificado en el puesto n.º 68 en los PWI 500 de 2021[98]
  - Clasificado en el puesto n.º 68 en los PWI 500 de 2022[99]
  - Clasificado en el puesto n.º 46 en los PWI 500 de 2023[100]
  - Clasificado en el puesto n.º 10 en los PWI 500 de 2024[101]

- Wrestling Observer Newsletter
  - WON Luchador del año - 2006
  - WON Luchador que más dinero genera - 2006
  - WON Mejor Luchador Aéreo - (2006, 2007)
  - Situado en N.º 7 del WON Luchador de la década (2000–2009)[102]
  - Situado en N.º 1 del WON Luchador que más dinero genera de la década (2000–2009)[102]
  - Lucha 5 estrellas (2025) con Mascara Dorada vs. Bandido y Hologram en CMLL Fantasía Mania México el 20 de junio

## Luchas de apuestas
| Apuesta   | Ganador                | Perdedor           | Lugar                                | Ciudad                         | Fecha                    |
| --------- | ---------------------- | ------------------ | ------------------------------------ | ------------------------------ | ------------------------ |
| Cabellera | Místico & Volador, Jr. | Ántrax & ébola     | Arena Coliseo de Guadalajara CMLL    | Guadalajara, Jalisco           | 17 de octubre de 2004    |
| Máscara   | Místico                | Black warrior      | Arena México CMLL                    | Ciudad de México               | 29 de septiembre de 2006 |
| Máscara   | Místico                | El Hijo del Diablo | Auditorio de Tijuana                 | Tijuana, Baja California       | 1 de diciembre de 2006   |
| Máscara   | Místico                | Sepulturero        | Arena López Mateos                   | Tlalnepantla, Estado de México | 27 de enero de 2007      |
| Máscara   | Místico                | Skayde             | Plaza de Toros "El Cortijo"          | Ciudad de México               | 1 de abril de 2007       |
| Cabellera | Místico                | Misterioso         | Estadio Calimax                      | Tijuana, Baja California       | 7 de octubre de 2007     |
| Cabellera | Místico                | Negro Casas        | Arena México CMLL                    | Ciudad de México               | 18 de septiembre de 2009 |
| Máscara   | Místico                | El Oriental        | Plaza de Toros "Lauro Luis Longoria" | Nuevo Laredo, Tamaulipas       | 12 de julio de 2010      |
| Máscara   | Sin Cara (azul)        | Sin Cara (negro)   | Palacio de los Deportes              | Ciudad de México               | 16 de octubre de 2011    |
| Máscara   | Caristico              | Histeria           | Auditorio de Tijuana                 | Baja California                | 25 de diciembre de 2016  |
| Cabellera | Caristico              | Black Warrior      | Arena Naucalpan                      | Naucalpan. Edomex              | 23 de julio de 2017      |